# Virginie Dedieu
Virginie Dedieu (Aix-en-Provence, 25 de febrero de 1979) es una deportista francesa que compitió en natación sincronizada.
Participó en tres Juegos Olímpicos de Verano entre los años 1996 y 2004, obteniendo una medalla de bronce en Sídney 2000 en la prueba dúo. Ganó seis medallas en el Campeonato Mundial de Natación entre los años 1998 y 2007, y trece medallas en el Campeonato Europeo de Natación entre los años 1997 y 2004.

## Palmarés internacional
| Juegos Olímpicos   | Juegos Olímpicos      | Juegos Olímpicos  | Juegos Olímpicos |
| Año                | Lugar                 | Medalla           | Prueba           |
| ------------------ | --------------------- | ----------------- | ---------------- |
| 2000               | Sídney (Australia)    | Medalla de bronce | Dúo              |
| Campeonato Mundial |                       |                   |                  |
| Año                | Lugar                 | Medalla           | Prueba           |
| 1998               | Perth (Australia)     | Medalla de plata  | Solo             |
| 1998               | Perth (Australia)     | Medalla de bronce | Dúo              |
| 2001               | Fukuoka (Japón)       | Medalla de plata  | Solo             |
| 2003               | Barcelona (España)    | Medalla de oro    | Solo             |
| 2005               | Montreal (Canadá)     | Medalla de oro    | Solo             |
| 2007               | Melbourne (Australia) | Medalla de oro    | Solo libre       |
| Campeonato Europeo |                       |                   |                  |
| Año                | Lugar                 | Medalla           | Prueba           |
| 1997               | Sevilla (España)      | Medalla de plata  | Solo             |
| 1997               | Sevilla (España)      | Medalla de plata  | Dúo              |
| 1997               | Sevilla (España)      | Medalla de plata  | Equipo           |
| 1999               | Estambul (Turquía)    | Medalla de plata  | Solo             |
| 1999               | Estambul (Turquía)    | Medalla de plata  | Dúo              |
| 1999               | Estambul (Turquía)    | Medalla de plata  | Equipo           |
| 2000               | Helsinki (Finlandia)  | Medalla de plata  | Solo             |
| 2000               | Helsinki (Finlandia)  | Medalla de plata  | Dúo              |
| 2000               | Helsinki (Finlandia)  | Medalla de bronce | Equipo           |
| 2002               | Berlín (Alemania)     | Medalla de oro    | Solo             |
| 2002               | Berlín (Alemania)     | Medalla de bronce | Dúo              |
| 2004               | Madrid (España)       | Medalla de oro    | Solo             |
| 2004               | Madrid (España)       | Medalla de bronce | Dúo              |